# An tri boulomig kalon aour
 (octobre 2012).
An tri boulomig kalon aour (Les Trois bonhommes au cœur d'or en français) est le titre d'une œuvre en langue bretonne écrite par Roparz Hemon (1900-1978).

## Présentation
Elle fut publiée une première fois en 1961 et une seconde fois avec le soutien de l'Institut culturel de Bretagne en 1984 à l'initiative de Ronan Huon alors directeur des Éditions Al Liamm.
C'est un roman de fiction évoquant l'histoire de trois poupées qui décident, un beau jour, de quitter leur maître, un jeune garçon trop méchant à leur égard.
Un exemplaire de cette œuvre se trouve dans la collection du Centre de Recherche Bretonne et Celtique. 

## Éditions
- (br) Roparz Hemon, An tri boulomig kalon aour, Brest, Al Liamm, octobre 1984, 204 p. (ISBN 978-2-7368-0004-8, présentation en ligne)